# Erilo
(Virgilio, Eneide VIII)
Èrilo è un semidio mostruoso della mitologia classica con tre vite e tre corpi. 
Figlio della dea italica Feronia e del re di Preneste, attuale Palestrina, ereditò il regno dal padre. Venne ucciso da Evandro, e la sua morte verrà ricordata nell'Eneide nel libro VIII, durante l'addio di Evandro al figlio Pallante.